# Thymus

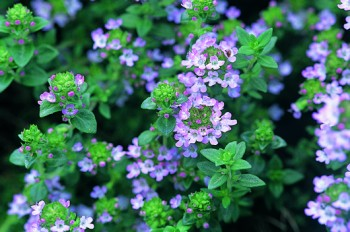
Thymus vulgaris

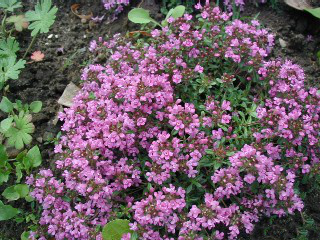
Thymus serpyllum

Cimbrul (Thymus) (din greacă veche θύμος thýmos) este un gen de plante  din familia Lamiaceae, originar din regiuni mediteraneene și care cuprinde circa 48 de specii, erbacee, mai rar semilemnoase, adeseori aromatice și odorante.

## Caracteristici
Tulpina este culcată sau ascendentă, de cele mai multe ori patru-unghiulară. Frunzele sunt mici, întregi, liniare sau rotund-eliptice, lipsite de stipele, plane. Florile sunt hermafrodite, neregulate, dispuse în verticile, reunite în spic scurt, rar. Caliciul este persisistent, ovat, cu 10-13 nervuri, bilabiat, labiul superor lat, îndepărtat, cu trei dinți, cel inferior cu doi dinți. Corola cu tub cilindric, limbul bilabiat, labiul superior drept, emarginat, aproape plat, patru stamine distante în partea superioară, dintre care două mai lungi și două mai scurte, deseori exerte, rar mai scurte, drepte, iar cele inferioare pot fi concrescute. Ovar superior, două carpele, două loje false. Fructul este o nuculă glabră.

## Înmulțire
Se înmulțește prin semințe și prin divizare.

## Utilizare
Se folosesc în parcuri și grădini, peluze, borduri, stâncări. Specia Thymus vulgaris se utilizează în industria farmaceutică și drept condiment.

## Specii
Cuprinde circa 48 de specii.
- Thymus adamovicii
- Thymus altaicus
- Thymus amurensis
- Thymus bracteosus
- Thymus broussonetii
- Thymus caespititius
- Thymus camphoratus
- Thymus capitatus
- Thymus capitellatus
- Thymus carnosus
- Thymus cephalotus
- Thymus cherlerioides
- Thymus ciliatus
- Thymus cilicicus
- Thymus cimicinus
- Thymus comosus
- Thymus comptus
- Thymus curtus
- Thymus disjunctus
- Thymus doerfleri
- Thymus glabrescens
- Thymus herba-barona
- Thymus hirsutus
- Thymus hyemalis
- Thymus inaequalis
- Thymus integer
- Thymus lanuginosus
- Thymus leucotrichus
- Thymus longicaulis
- Thymus longiflorus
- Thymus mandschuricus
- Thymus marschallianus
- Thymus mastichina
- Thymus membranaceus
- Thymus mongolicus
- Thymus montanus
- Thymus moroderi
- Thymus nervulosus
- Thymus nummularis
- Thymus odoratissimus
- Thymus pallasianus
- Thymus pannonicus
- Thymus praecox
- Thymus proximus
- Thymus pseudolanuginosus
- Thymus pulegioides
- Thymus quinquecostatus
- Thymus richardii
- Thymus serpyllum - este o sursă de nectar pentru albine
- Thymus striatus
- Thymus thracicus
- Thymus villosus
- Thymus vulgaris
- Thymus zygis